# キシフォート

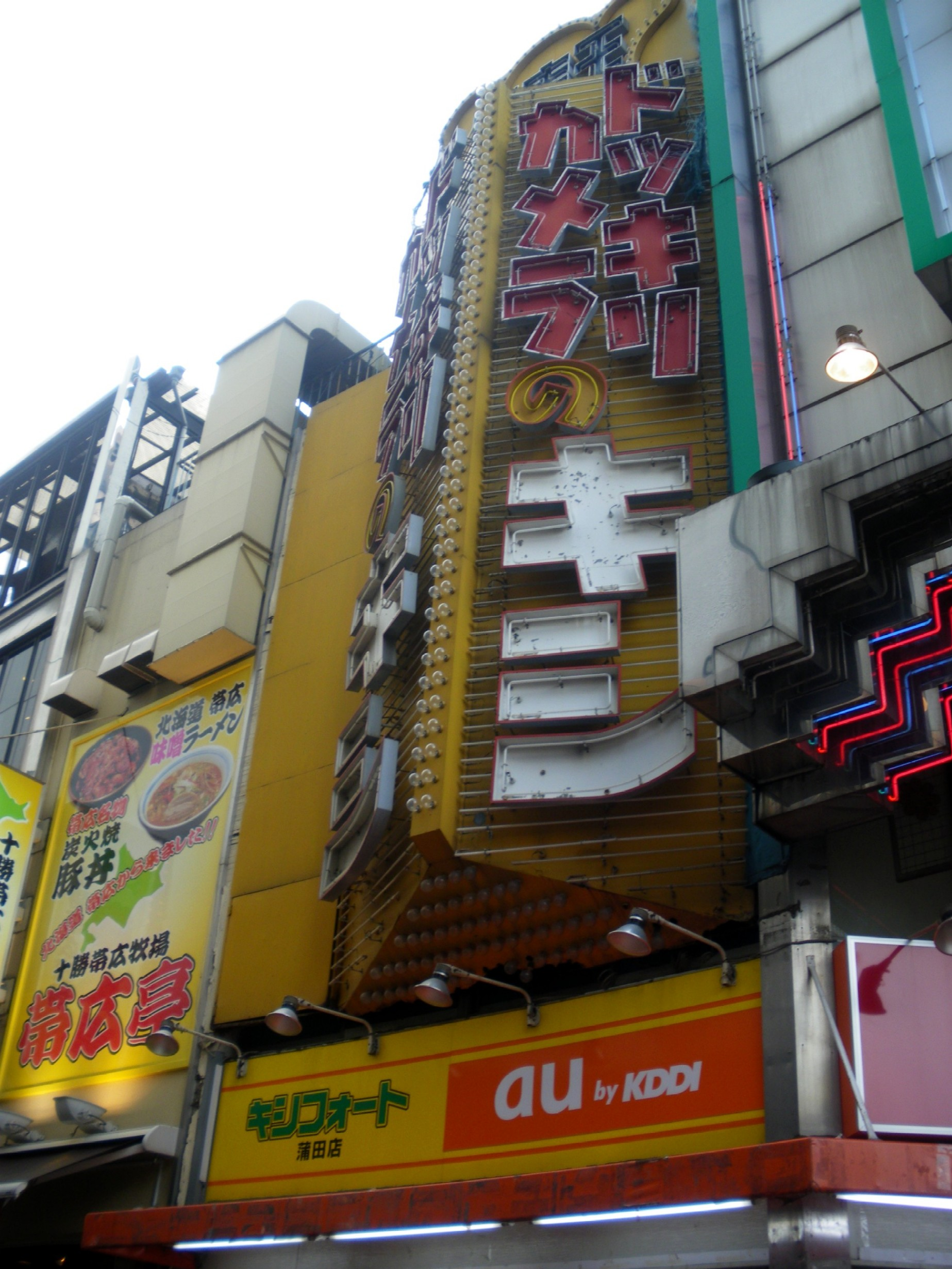
キシフォート蒲田店

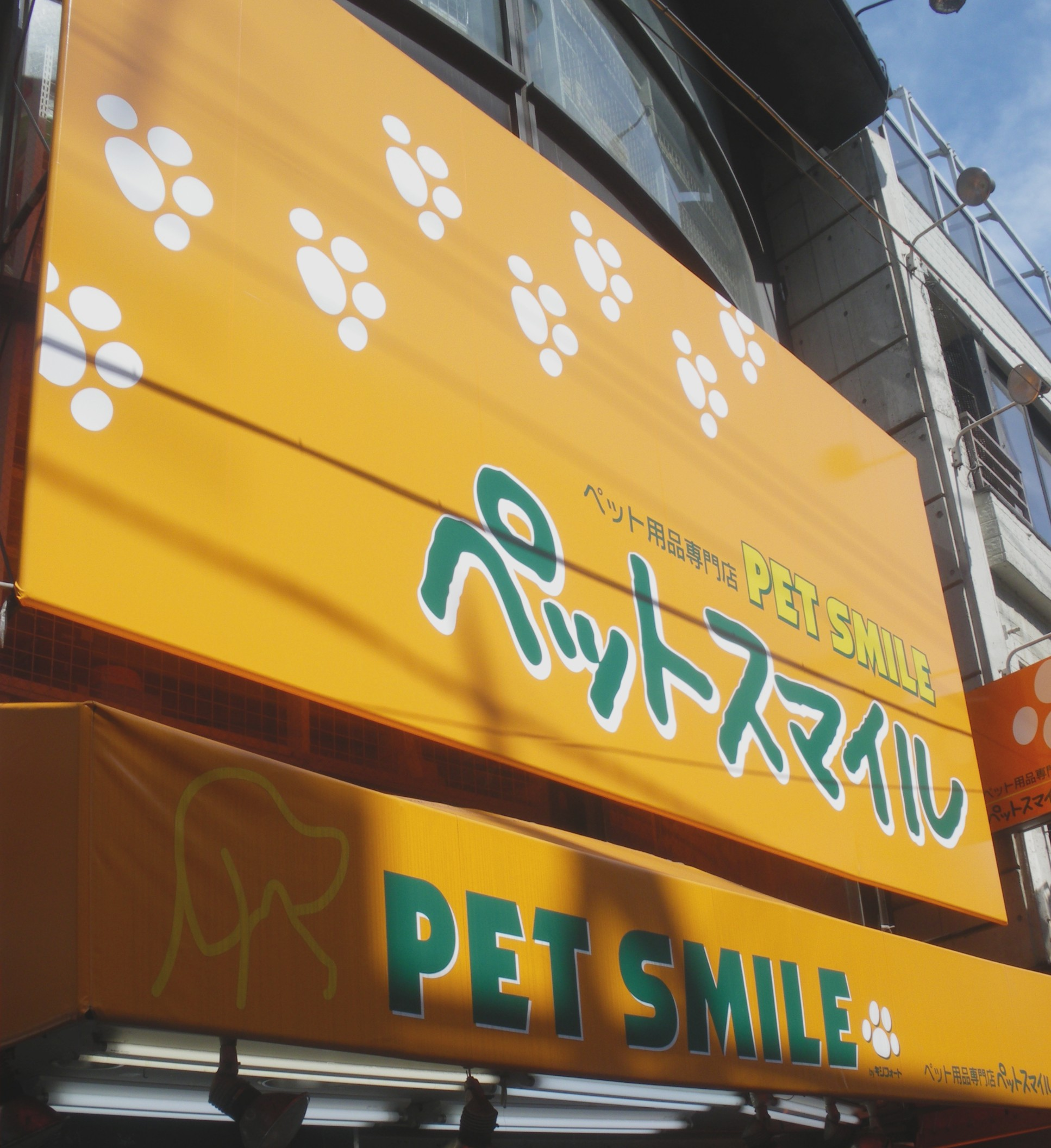
ペットスマイル下北沢店

株式会社キシフォートは、カメラ・家電・携帯電話・雑貨・ペット用品・輸入食品などを販売する家電量販店・ディスカウントストアである。蒲田（東京都大田区）など東京都内（南部中心）に店舗展開しており、「どっきりカメラのキシフォート」として知られている。家電製品だけでなく、ペット用品や日用品・食品なども扱うディスカウントストアとしての側面も持っている。ペット用品専門店「ペットスマイル」や携帯電話専門店「ケータイスマイル」も展開しており、ネットショッピングも行っている。

## 概説
1962年に、品川区の戸越銀座でカメラと写真材料店として創業。1982年に蒲田に進出。1980年代には「もしもしかめよ　かめさんよ」（童謡『うさぎとかめ』）の替え歌で関東ローカルでテレビCMが流され話題となった。その後、馬込（大田区）、下北沢（世田谷区）にも店舗を展開。このほかに品川区・大田区内にペット用品専門店「ペットスマイル」、荻窪（杉並区）、大森（大田区）、亀戸（江東区）などに携帯電話専門店「ケータイスマイル」を展開している。

## 店舗

### どっきりカメラのキシフォート
- 蒲田店
- サンライズ蒲田店
- 戸越銀座ネクスト店（2024/03/31閉店 同年04/06より系列のペットスマイル 戸越銀座店としてリニューアルオープン）

### ペットスマイル
- ペットスマイルサンロード蒲田店
- ペットスマイル戸越平塚店
- ペットスマイル戸越銀座店
- ペットスマイル下北沢店

### ケータイスマイル
- ケータイスマイル荻窪店
- ケータイスマイル亀戸店
- ケータイスマイル天沼店（杉並区）
- ケータイスマイル大森店